# Grieks referendum 2015

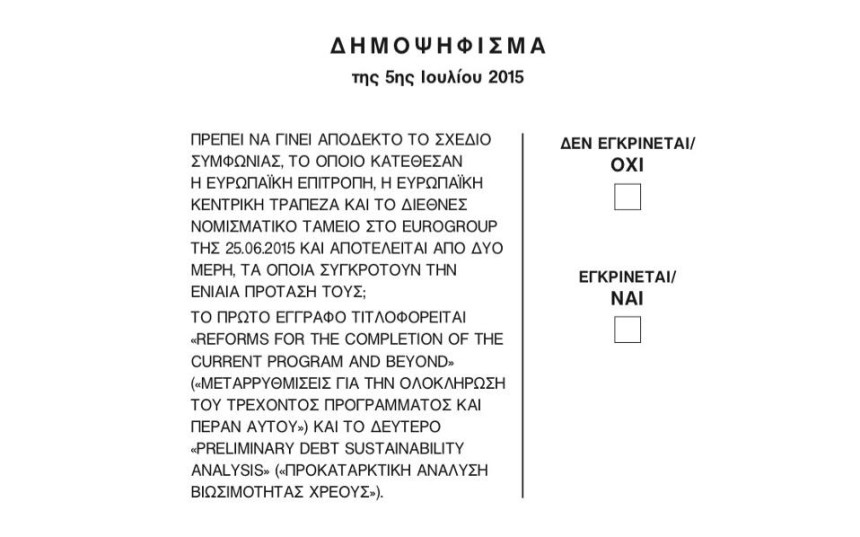
Het stembiljet

Op zondag 5 juli 2015 vond in Griekenland een referendum plaats over het al dan niet accepteren van het voorstel van de Europese Commissie / de lidstaten van de Eurogroep, de Europese Centrale Bank en het Internationaal Monetair Fonds, zoals voorgelegd in de bijeenkomst van ministers van Financiën van de eurozone van 26 juni 2015. Na afloop van die bijeenkomst kondigde de Griekse regering onder leiding van premier Alexis Tsipras het referendum aan waarbij ze het Griekse volk tegelijkertijd opriep het voorstel niet te accepteren. Ruim een dag later stemden minstens 179 van de 300 Griekse parlementsleden in met het voorstel voor een referendum. Geregistreerde Griekse kiezers van 18 jaar en ouder konden tussen 07:00 en 19:00 uur (OEZT) hum stem uitbrengen. Het vorige referendum was in 1973 en ging over het beëindigen van het Koninkrijk Griekenland. De Grieken stemden toen tegen een koninkrijk als staatsvorm, waarna de Derde Helleense Republiek ontstond.
Nadat alle stemmen waren geteld, bleek dat 61,31% van de Grieken tegen het voorstel had gestemd, en 38,69% vóór. De opkomst lag op 62,5%.

## Achtergrond
Bij het uitbreken van de Europese staatsschuldencrisis in 2009 liepen de rentes of staatsobligaties van voornamelijke Zuid-Europese landen zo hoog op dat deze landen niet meer tegen gebruikelijke voorwaarden geld konden ophalen op de financiële markten. Griekenland had in 2009 een begrotingstekort van 13,6% van het BBP en een staatsschuld van 115,1% van het BBP, terwijl het Verdrag van Maastricht een tekort en staatsschuld van maximaal 3% respectievelijk 60% toestaat. Onder beleggers groeide de angst dat Griekenland zijn relatief hoge staatsschuld niet meer zou kunnen terugbetalen. Op 23 april 2010 klopte de Griekse regering voor steun aan bij het IMF en de Europese Unie. Op 2 mei 2010 werd er een akkoord bereikt over een pakket van €110 miljard aan leningen voor Griekenland. Deze leningen werden tussen mei 2010 en juni 2013 in tranches uitbetaald. In 2012 werd besloten dat er een tweede steunpakket nodig was en werd door het IMF en de pas opgerichte Europese Financiële Stabiliteitsfaciliteit nog eens €130 miljard aan leningen toegezegd aan Griekenland. Ook deze leningen zouden in tranches worden uitbetaald.

Eurozone

De Griekse economie was in 2014 ruim 26% kleiner dan op het hoogtepunt vlak voor het uitbreken van de schuldencrisis in 2008. Ondanks de krimpende economie nam het begrotingstekort als percentage van het BBP af tot 3,5% in 2014. Op 25 januari 2015 werden er parlementsverkiezingen gehouden in Griekenland. De radicaal-linkse partij SYRIZA, die zich in de verkiezingen had verzet tegen de bezuinigingsmaatregelen van de overheid, won de verkiezingen en vormde onder leiding van Alexis Tsipras een regering met de Onafhankelijke Grieken.

## Ontwikkelingen medio 2015
Op 30 juni 2015 liep het tweede steunprogramma van het IMF en de Eurogroep aan Griekenland af. Er werd tussen de Griekse regering en de ministers van financiën van de overige eurolanden onderhandeld over een nieuw steunpakket, maar die onderhandelingen liepen vast. De Griekse regering kondigde een referendum aan over het laatste voorstel dat door de schuldeisers van Griekenland op tafel was gelegd. Volgens minister van Financiën Varoufakis had Eurogroep-voorzitter Dijsselbloem dit voorstel gepresenteerd als "te nemen of te laten". Dijsselbloem zelf zei achteraf: "De voorstellen waren niet definitief en toch hebben de Grieken alles verworpen. Ze hebben de 'oneerlijke' stap genomen om het besluit in handen te leggen van het Griekse volk."
Na het mislukken van de onderhandelingen en in de aanloop daarnaar begonnen Grieken massaal geld op te nemen bij pinautomaten. De ECB besloot op zondag 28 juni geen extra noodsteun beschikbaar te stellen voor de Griekse banken. Hierop besloot de Griekse overheid de banken tot en met 6 juli, de dag na het referendum, gesloten te houden. Tevens werden er kapitaalbeperkingen ingevoerd en konden Grieken nog maar €60 per dag pinnen.
Op 30 juni 2015 voldeed Griekenland niet aan zijn verplichting tot aflossing van €1,6 miljard van de verstrekte lening aan het IMF. Het was de eerste keer in de geschiedenis dat een ontwikkelde economie zo'n betaling niet voldeed.
Op 1 juli 2015 wees de Eurogroep een nieuw voorstel van de Griekse regering af. Verder stelde de Eurogroep niet verder te zullen onderhandelen tot na het referendum.
Op 3 juli 2015 deed de hoogste Griekse bestuursrechter een uitspraak over de vraag of het referendum de Grondwet schendt. De Griekse Grondwet staat referenda over fiscale zaken niet toe. De rechter verwierp het bezwaar echter waardoor het referendum door kon gaan.

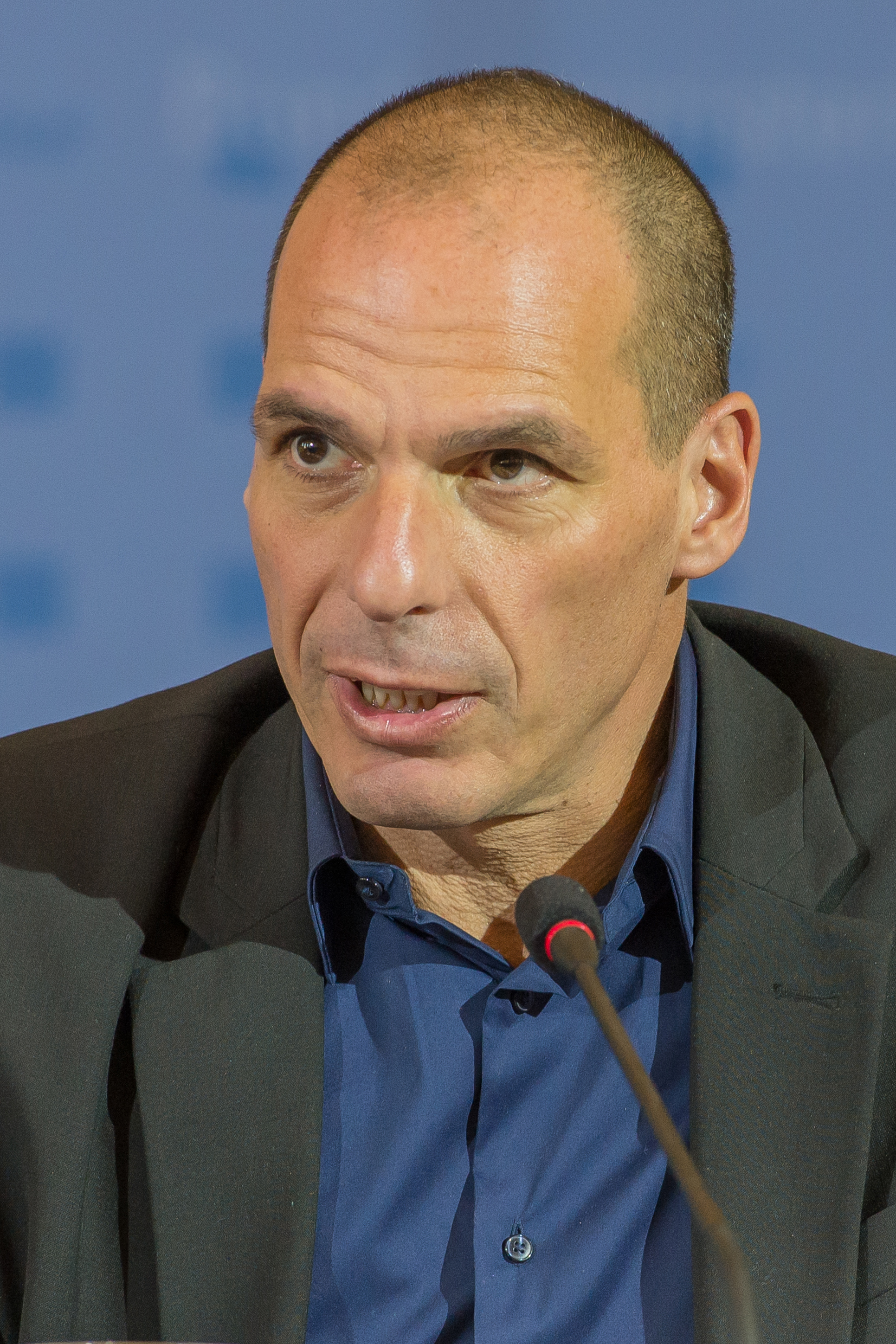
Griekse minister van Financiën Yanis Varoufakis

## Reacties en standpunten
De grootste landen in de eurozone (Duitsland, Frankrijk en Italië) en het hoofd van de Europese Commissie, Jean-Claude Juncker, noemden een uittreding van Griekenland uit de muntunie onvermijdelijk bij een nee-stem van het Griekse volk. Valdis Dombrovskis, vicevoorzitter van de Europese Commissie en verantwoordelijk voor monetaire zaken, noemde de in het referendum gestelde vraag feitelijk en juridisch incorrect. Het voorstel waarover werd gestemd is noch aangenomen noch verworpen door de Eurogroep en zou bovendien niet overeenstemmen met de laatste stand van zaken in de onderhandelingen.
De Griekse regeringspartij SYRIZA was een fel tegenstander van het reddingsplan zoals voorgesteld door de schuldeisers van Griekenland. Oppositiepartijen hekelden het aangekondigde referendum en waren bang dat een nee-stem een uittreding uit de euro zou betekenen. De socialistische partij PASOK wilde dat de Griekse premier aftrad en nieuwe verkiezingen zou uitschrijven. In Griekse steden gingen gedurende de dagen voorafgaand aan het referendum verschillende keren zowel voor- als tegenstanders de straat op om te demonstreren. De Griekse regering had het volk opgeroepen op donderdagavond 29 juni te demonstreren tegen het voorstel van de schuldeisers. Bij die demonstraties in Athene en Thessaloniki waren zo'n 17.000 mensen aanwezig. Een dag later was er een grote demonstratie van het ja-kamp.

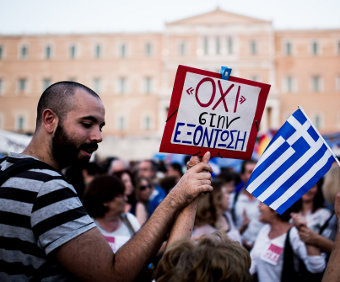
Een demonstrant met een bord waarop staat: "NEE tegen uitroeiing"

Op 2 juli 2015 deelde de Griekse Minister van Economische Zaken  Yanis Varoufakis tegenover Bloomberg TV mee af te zullen treden bij een eventueel ja bij het referendum. Een dag later verklaarde Efklidis Tsakalotos op Skai TV dat het referendum was uitgeroepen om een breuk binnen de regering te vermijden.
De Raad van Europa zei dat het referendum niet aan de door de organisatie opgestelde (niet-bindende) richtlijnen voldeed. Zo had het volk minstens twee weken de tijd moeten hebben om een mening te vormen. Vanwege het korte tijdsbestek kon de organisatie ook geen waarnemers naar Griekenland sturen. De Griekse regering had daar overigens ook niet om gevraagd.

## Uitslag
Nadat alle stemmen waren geteld, bleek dat 61,31% van de stemmers tegen het voorstel had gestemd, en 38,69% vóór. De opkomst lag op 62,5%. Tsipras noemde de uitslag een moedige keuze en zei dat de uitslag hem een sterkere onderhandelingspositie gaf in Europa. Varoufakis noemde de uitslag een nee tegen verdere bezuinigingen en een ja voor een democratisch Europa.
Oud-premier Antonis Samaras legde naar aanleiding van het referendum zijn functie als partijleider van Nea Dimokratia neer.